# Municipio de Union (condado de Marshall)
El municipio de Union (en inglés: Union Township) es un municipio ubicado en el condado de Marshall en el estado estadounidense de Indiana. En el año 2010 tenía una población de 3088 habitantes y una densidad poblacional de 27,13 personas por km².

## Geografía
El municipio de Union se encuentra ubicado en las coordenadas 41°13′24″N 86°24′25″O / 41.22333, -86.40694. Según la Oficina del Censo de los Estados Unidos, el municipio tiene una superficie total de 113.84 km², de la cual 105,66 km² corresponden a tierra firme y (7,18 %) 8,18 km² es agua.

## Demografía
Según el censo de 2010, había 3088 personas residiendo en el municipio de Union. La densidad de población era de 27,13 hab./km². De los 3088 habitantes, el municipio de Union estaba compuesto por el 95,3 % blancos, el 0,94 % eran afroamericanos, el 0,13 % eran amerindios, el 0,55 % eran asiáticos, el 0,45 % eran de otras razas y el 2,62 % eran de una mezcla de razas. Del total de la población el 2,01 % eran hispanos o latinos de cualquier raza.